# Chemisch wapen

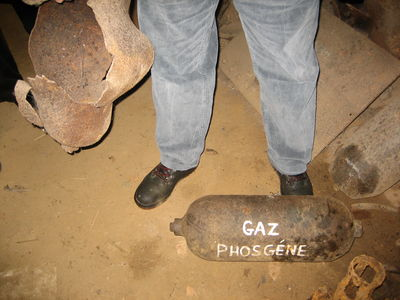
Een Britse fosgeen-bom uit de Eerste Wereldoorlog, gevonden bij de Somme in 2006

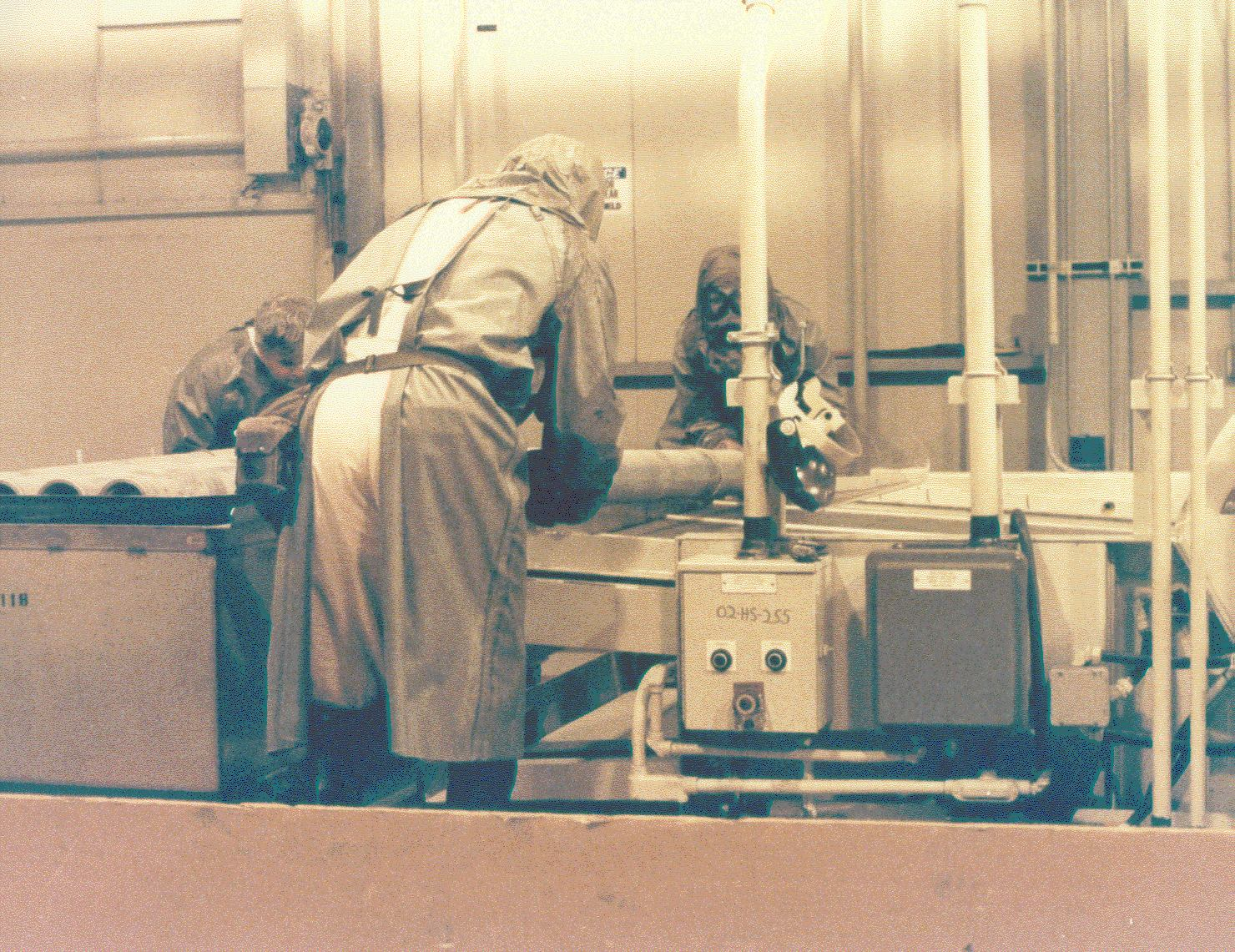
Een M55-raket gevuld met sarin wordt vernietigd in een Amerikaanse faciliteit op de Johnston-atol

Een chemisch wapen is een niet-explosieve chemische stof die wordt gebruikt om mensen buiten gevecht te stellen, te verwonden of te doden. Het wordt onderscheiden van een biologisch wapen, dat organismen of toxinen daarvan afkomstig bevatten. In dit laatste geval is het onderscheid onduidelijker. Voorbeelden van chemische wapens zijn blaartrekkende gassen zoals mosterdgas, zenuwgassen zoals VX en irritantia zoals pepperspray.

## Geschiedenis
In de Eerste Wereldoorlog werden voor het eerst op grote schaal chemische wapens gebruikt. Hoewel de Franse troepen al op 23 augustus 1914 zonder veel succes als eersten traangasgranaat hadden gebruikt, wordt in de krijgskunde toch 22 april 1915 beschouwd als het begin van de moderne chemische oorlogsvoering. Twee uur voor zonsondergang openden de Duitsers 1600 grote en 4100 kleine cilinders met vloeibaar gemaakt chloorgas. Kort daarna dreef een door een noordenwind gedragen groengele gaswolk in de richting van de Franse en Engelse loopgraven langs de zes kilometer lange frontlinie tussen Langemark en Bikschote. Dankzij de hoogstaande chemische industrie in Duitsland en in het bijzonder het Pruisische leger dat speciaal voor de ontwikkeling van chemische wapens een heel team wetenschappers - onder leiding van professor scheikunde Fritz Haber - in dienst had, had de Duitse aanval meer succes. Vanaf december 1915 werd het sterkere fosgeengas en vanaf 1917 ook mosterdgas (yperiet) ingezet. Het gifgas werd verspreid door de loopgraven en kostte vele tienduizenden soldaten het leven.
Gifgas werd niet voor het eerst in de Eerste Wereldoorlog gebruikt, maar al in de oudheid. In 585 voor Christus ordonneerde de Griekse dichter-staatsman Solon om de rivier Pleistos, die de door hen belegerde stad Kirra via aquaducten van drinkwater voorzag, te vergiftigen met het toxische nieskruid. De door hevige diarree verzwakte inwoners van de stad waren daarop een makkelijke prooi voor het Atheense leger. De Perzen zouden in 256 tijdens een beleg van Dura aan de rivier de Eufraat de Romeinen hebben vergiftigd met pek en zwavel.
In 1925 hebben Spanje en Frankrijk, tegen een enkele maanden daarvoor gesloten verdrag in, met hulp van Duitsland mosterdgas ingezet tegen de bevolking van de zojuist uitgeroepen Rif-Republiek in Marokko.
In 1934 deden de Italianen hetzelfde met Ethiopië.
Sinds die tijd zijn steeds nieuwe, potentieel effectievere chemische wapens ontwikkeld, zoals zenuwgassen (bijvoorbeeld sarin). Er zijn ook vormen die slechts buiten gevecht stellen zoals traangas, braakgas en pepperspray. Een bijzondere vorm hiervan zijn de incapacitantia, die iemand fysiek of psychisch weerloos maken zonder blijvend letsel.

## Verbod
In 1925 werd het Protocol van Genève ondertekend, waardoor een verbod op het gebruik van chemische wapens van kracht werd. Naderhand is dat uitgebreid naar andere massavernietigingswapens. Met het chemisch wapenverdrag werd productie en ontwikkeling van chemische wapens wereldwijd strafbaar gesteld. Bovendien moeten onder dit verdrag alle chemische wapens worden vernietigd. De OPCW, een autonome internationale organisatie gevestigd in Den Haag, controleert op de wereldwijde naleving van het verdrag.

## Voorbeelden van gebruik van chemische wapens
| Jaar              | Locatie                           | Type chemisch wapen | Ingezet door              | Dodelijke slachtoffers   | Conflict                                    |
| ----------------- | --------------------------------- | ------------------- | ------------------------- | ------------------------ | ------------------------------------------- |
| 22 april 1915     | Ieper, België                     | chloorgas           | Duitsland                 | ca. 5000                 | Eerste Wereldoorlog                         |
| 25 september 1915 | Loos, Frankrijk                   | chloorgas           | Groot-Brittannië          | ca. 2500                 | Eerste Wereldoorlog                         |
| 19 december 1915  | Wieltje, België                   | fosgeengas          | Duitsland                 | onbekend                 | Eerste Wereldoorlog                         |
| 17 juli 1917      | Wieltje, België                   | mosterdgas          | Duitsland                 | 87                       | Eerste Wereldoorlog                         |
| 12 juli 1917      | Ieper, België                     | mosterdgas          | Groot-Brittannië          | 75                       | Eerste Wereldoorlog                         |
| 1926              | Al Hoceima (stad), Spaans-Marokko | mosterdgas          | Spanje                    | onbekend                 | Rifopstand                                  |
| 1934              | Ethiopië                          | mosterdgas          | Italië                    | onbekend                 | Tweede Italiaans-Ethiopische Oorlog         |
| 1941              | China                             | mosterdgas          | Japan                     | onbekend                 | Tweede Wereldoorlog                         |
| 1967              | Jemen                             | mosterdgas          | Jemen                     | onbekend                 | Noord-Jemenitische Burgeroorlog             |
| 8 juni 1972       | Vietnam                           | agent orange        | Verenigde Staten          |                          | Vietnamoorlog                               |
| 11 maart 1985     | Qurna, Irak                       | sarin, mosterdgas   | Irak (tegen Iran)         | 7500                     | Irak-Iranoorlog                             |
| 9 januari 1986    | Shalamcheh, Iran                  | mosterdgas          | Irak                      | 90                       | Irak-Iranoorlog                             |
| 16 maart 1988     | Halabja, Irak                     | sarin, mosterdgas   | Irak (tegen Koerden)      | 5000                     | Irak-Iranoorlog                             |
| 20 maart 1995     | Tokyo, Japan                      | sarin               | Aum Shinrikyo             | 12                       | Terrorisme                                  |
| 26 oktober 2002   | Moskou, Rusland                   | carfentanil         | Spetsnaz                  | 129                      | gijzeling in het Doebrovkatheater in Moskou |
| 21 augustus 2013  | Ghouta, Syrië                     | sarin               | ?                         | 1729 (hoogste schatting) | Syrische Burgeroorlog                       |
| 13 februari 2017  | Sepang (district), Maleisië       | VX                  | Noord-Korea               | 1                        | Moord op Kim Jong-nam                       |
| 4 april 2017      | Khan Shaykhun, Syrië              | sarin               | Assad-regime (betwijfeld) | ca. 92                   | Syrische Burgeroorlog                       |
| 4 maart 2018      | Salisbury, Verenigd Koninkrijk    | novitsjok           | Russische geheim agenten  | 1                        | Vergiftiging van Sergej en Joelia Skripal.  |
| 20 augustus 2020  | Tomsk, Rusland                    | novitsjok           | Russische geheim agenten  | 0                        | Aleksej Navalny                             |